# Jöhstadt
Jöhstadt ist eine Landstadt im sächsischen Erzgebirgskreis und befindet sich 45 Kilometer südlich von Chemnitz.

## Geografie
Jöhstadt liegt im Erzgebirge unmittelbar an der Grenze zur Tschechischen Republik, in die man über zwei Grenzübergänge für Fußgänger gelangt. Der eine führt von der Stadt ins Tal des Schwarzwassers nach Černý Potok (Pleil-Sorgenthal), der andere liegt im Tal der Preßnitz und führt vom Ortsteil Schmalzgrube nach Kryštofovy Hamry (Christophhammer).

### Nachbargemeinden
|             | Mildenau                                    |            |
| Königswalde | Kompassrose, die auf Nachbargemeinden zeigt | Marienberg |
|             | Kryštofovy Hamry (Christophhammer)          |            |

### Stadtgliederung
| Ortsteile: - Grumbach mit Neugrumbach - Oberschmiedeberg - Schmalzgrube - Steinbach | Gemeindeteile: - Dürrenberg - Schlössel |

Weiterhin befindet sich an der Straße nach Kühberg die Häusergruppe Weißer Hirsch, die heute eher unter dem Namen „Berghof“ bekannt ist.

### Eingemeindungen
- 1. Januar 1949: Eingemeindung von Oberschmiedeberg nach Steinbach
- 1. März 1994: Eingemeindung von Schmalzgrube
- 1. Juli 1996: Eingemeindung von Grumbach
- 1. Januar 1999: Eingemeindung von Steinbach mit Oberschmiedeberg

## Geschichte

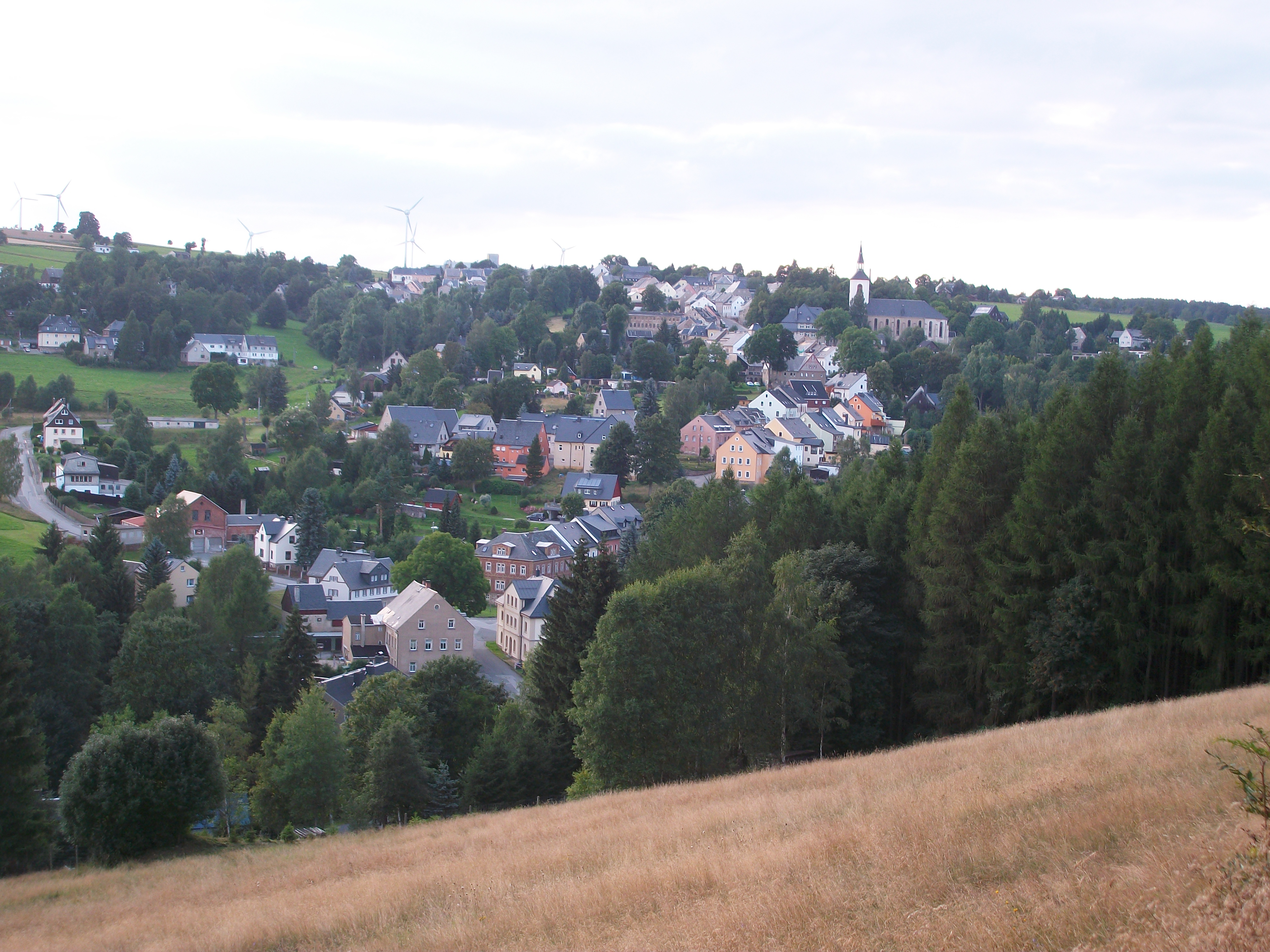
Jöhstadt, Blick vom Stadtteil Dürrenberg

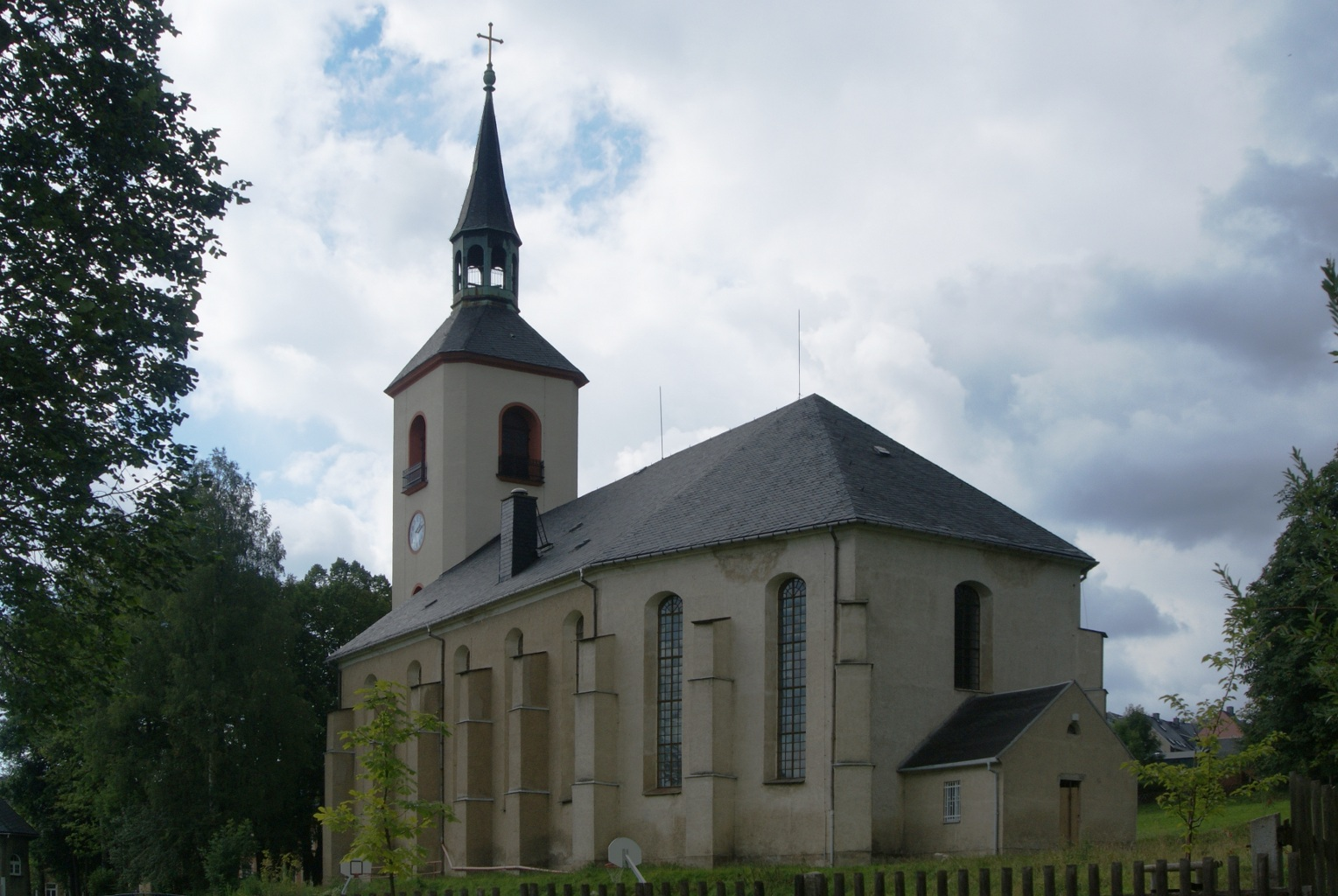
St.-Salvator-Kirche

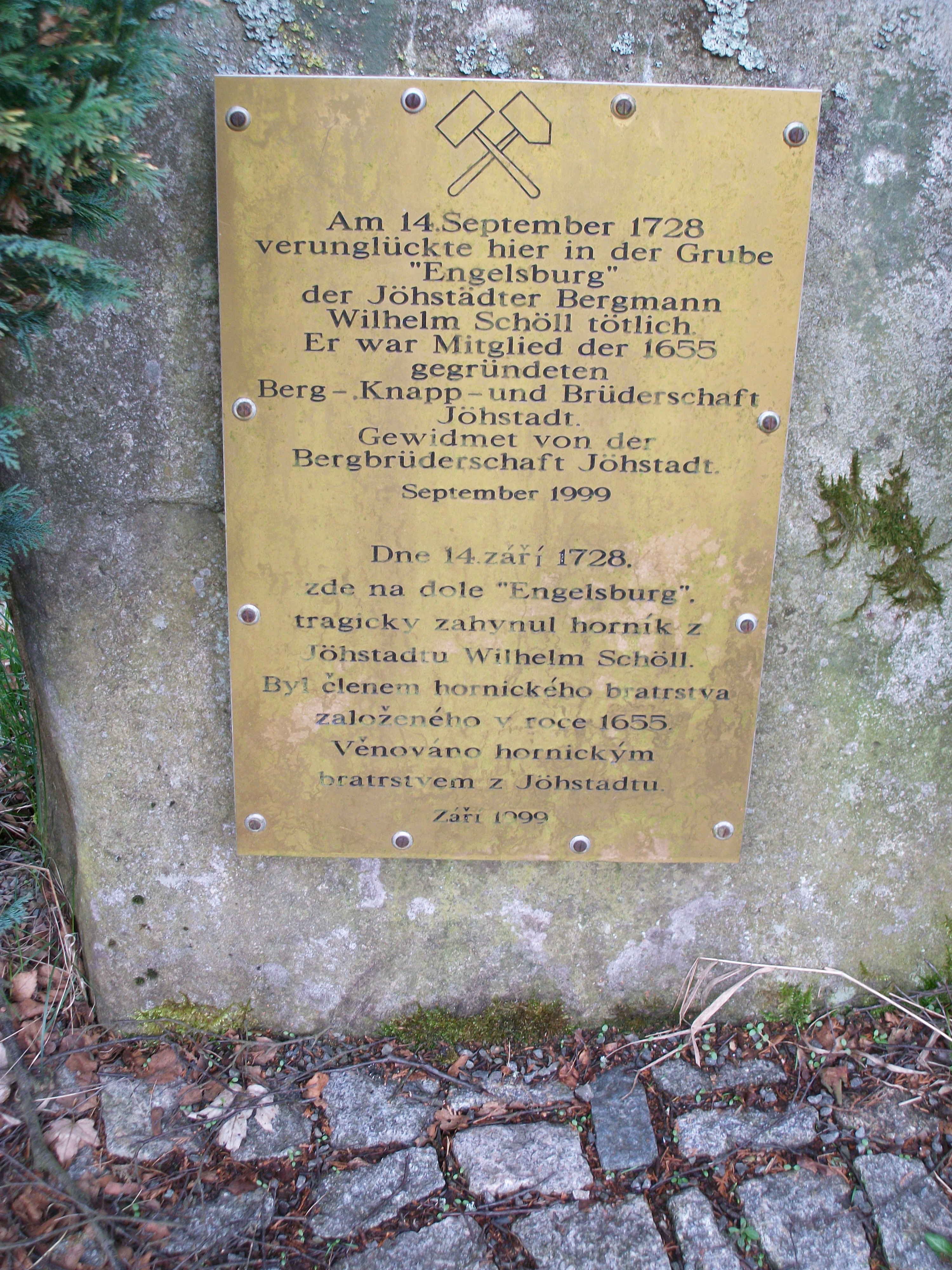
Jöhstadt, Gedenktafel Grube Engelsburg

Jöhstadt wurde 1513 auf der Flur des schon 1386 erwähnten Waldhufendorfes Goswinsdorf gegründet. Vermutlich wurde Goswinsdorf schon um 1200 gegründet, später hieß der Ort Josephsdorf. Im Jahr 1429 wurde es als Wüstung genannt. 1459 hatte der Ort jedoch wieder 64 Häuser und 5 Hufen.
Zu Beginn des 16. Jahrhunderts setzte im Zuge des zweiten Berggeschreys aus Richtung Annaberg eine Besiedlungswelle von Bergleuten auf dem ehemaligen Standort von Goswinsdorf ein. Der Silberbergbau setzte in Jöhstadt im Jahr 1513 mit dem ersten erfolgreichen Schürfen ein. 1555 wurde der Ort als Bergstädtchen und 1591 als Flecken bezeichnet. 1518 erhielt der Ort die Bergfreiheit, 1655 das Stadtrecht, durfte aber erst ab 1791 eigene Steuern erheben. Im Jahr der Verleihung des Stadtrechts wurde 1655 auch die bis heute bestehende „Berg-, Knapp- und Brüderschaft Jöhstadt“ gegründet. Zwischen dem 16. und dem 19. Jahrhundert wurde in Jöhstadt Bergbau auf Silber, Kobalt, Eisen und Kupfer betrieben. Im Jahre 1539 erfolgte in Schlössel die Eröffnung eines Pochwerks. Fundgruben um Jöhstädt waren u. a. der Augusta-Schacht, Buquoy-Rottenhan-Erbstolln, die Friedrich-August-Fundgrube, der Hilfe-Gottes-Stolln, der Josephsstolln und der Maschkeschacht. Mit der Schließung des Josephsstollns im Jahr 1836 endete der aktive Bergbau in Jöhstadt.
Goswinsdorf und das spätere Jöhstadt gehörten bis zur Reformation zur Parochie Arnsfeld. Um 1459 war ein Geistlicher aus dem Kloster Wolkenstein Geistlicher in Arnsfeld und hatte vierteljährlich eine Messe in Goswinsdorf zu lesen. Das älteste Gotteshaus des Orts war die St.-Josephs-Kirche, die ihren Standort auf dem Markt hatte. Nach einer Nachricht aus dem Jahr 1459 war sie dem heiligen Joseph, dem Mann der Maria geweiht. Daher stammt auch der spätere Name Jöhstadt. Das Gotteshaus verfügte über Reliquien des Namenspatrons, weshalb es in der katholischen Zeit eine Wallfahrtskirche war. Während der Regierungszeit des Kurfürsten Johann des Beständigen (1525 bis 1532) wurden diese Heiligtümer weggenommen. Kurz darauf erfolgte im Zuge der Reformation die Ernennung zu einer eigenständigen protestantischen Pfarrkirche. Im 17. Jahrhundert erlebte Jöhstadt an der kursächsischen Grenze einen Zustrom protestantischer Glaubensflüchtlinge aus Böhmen, sogenannter Exulanten, die in ihrer katholischen Heimat aufgrund ihres Glaubens im Zuge der Gegenreformation vertrieben wurden. Diese Einwanderer siedelten sich in Grenznähe an und gründeten in der Zeit zwischen 1623 und 1651 den Ort Dürrenberg. Aufgrund der steigenden Zahl evangelischer Christen in Jöhstadt wurde die bestehende St.-Josephs-Kapelle zu klein. Da die Bergstadt nicht in der Lage war, den Bau einer Kirche finanziell zu tragen, wurde mit Genehmigung des Kurfürsten Johann Georg II. von Sachsen ein Spendenaufruf gestartet. Die Grundsteinlegung für das neue Gotteshaus erfolgte am 15. April 1675. Nach zweieinhalbjähriger Bauzeit wurde die Kirche am 2. September 1677 auf den Namen „St. Salvator“ („der heilige Erlöser“) geweiht. Erst 1852 erhielt sie ihren 45 Meter hohen Turmanbau. Die St.-Josephs-Kapelle wurde noch bis ins 19. Jahrhundert bei Fasten- und Leichenpredigten benutzt. Danach wurde das inzwischen baufällig gewordene Gebäude im Jahr 1838 entwidmet und ein Jahr später abgetragen. Anfang der 1960er-Jahre entstand in Jöhstadt eine neue, katholische St.-Josephs-Kapelle.
Jöhstadt lag bis 1856 im kursächsischen bzw. königlich-sächsischen Amt Wolkenstein. Im Jahr 1835 wurde das westlich der Stadt gelegene Einzelgut Weißer Hirsch (heute als „Berghof“ bekannt) unter die Verwaltung von Jöhstadt gestellt. Ab 1856 gehörte die Stadt mit ihren Siedlungsteilen Dürrenberg und Schlössel zum Gerichtsamt Jöhstadt und ab 1875 zur Amtshauptmannschaft Annaberg.
Am 1. Juni 1892 erhielt Jöhstadt mit der Schmalspurbahn Wolkenstein–Jöhstadt Eisenbahnanschluss. Im folgenden Jahr wurde die Bahn bis zur Fladerschen Feuerlöschgerätefabrik (heute: PF Pumpen und Feuerlöschtechnik GmbH) an der Landesgrenze verlängert. Eine in den Jahren 1912–1914 geplante Weiterführung über die böhmische Landesgrenze nach Pleil-Sorgenthal und Weipert scheiterte am Ausbruch des Ersten Weltkriegs und der folgenden politischen Entwicklung. Der Abschnitt vom Bahnhof Jöhstadt zur Landesgrenze wurde 1964 stillgelegt, im Januar 1984 folgte der Abschnitt von Jöhstadt nach Niederschmiedeberg. Zwischen 1992 und 2000 wurde der Abschnitt zwischen Jöhstadt und Steinbach als Museumsbahn (Preßnitztalbahn) wieder aufgebaut.
Durch die zweite Kreisreform in der DDR kam Jöhstadt im Jahr 1952 zum Kreis Annaberg im Bezirk Chemnitz (1953 in Bezirk Karl-Marx-Stadt umbenannt), der ab 1990 als sächsischer Landkreis Annaberg fortgeführt wurde und 2008 im Erzgebirgskreis aufging. Zwischen 1994 und 1999 erfolgte die Eingemeindung der heutigen Ortsteile.

## Einwohnerentwicklung
Am 3. Oktober 1990 lebten in Jöhstadt 3.820 Einwohner. Quelle: Statistisches Landesamt des Freistaates Sachsen

Einwohnerentwicklung von Jöhstadt von 1990 bis 2018 nach nebenstehender Tabelle

| Datum      | Einwohner |
| ---------- | --------- |
| 03.10.1990 | 3820      |
| 31.12.1992 | 3753      |
| 31.12.1993 | 3719      |
| 31.12.1994 | 3747      |
| 31.12.1995 | 3659      |
| 31.12.1996 | 3592      |
| 31.12.1997 | 3552      |
| 31.12.1998 | 3507      |
| 31.12.1999 | 3454      |
| 31.12.2000 | 3448      |
| 31.12.2001 | 3381      |

| Datum      | Einwohner |
| ---------- | --------- |
| 31.12.2002 | 3346      |
| 31.12.2003 | 3320      |
| 31.12.2004 | 3306      |
| 31.12.2005 | 3230      |
| 31.12.2006 | 3193      |
| 31.12.2008 | 3041      |
| 31.12.2011 | 2867      |
| 31.12.2012 | 2837      |
| 31.12.2016 | 2756      |
| 31.12.2017 | 2701      |
| 31.12.2018 | 2663      |

## Politik
- CDU: 8
- AfD: 6

### Gemeinderat
Seit der Stadtratswahl am 9. Juni 2024 verteilen sich die 14 Sitze des Stadtrates folgendermaßen auf die einzelnen Gruppierungen:
- CDU: acht Sitze
- AfD: sechs Sitze

Die Wahlbeteiligung lag 2024 bei 74,2 %.
| Liste           | 2024   | 2024   | 2019   | 2019   | 2014   | 2014   |
| Liste           | Sitze  | in %   | Sitze  | in %   | Sitze  | in %   |
| --------------- | ------ | ------ | ------ | ------ | ------ | ------ |
| CDU             | 8      | 52,1   | 11     | 73,1   | 6      | 34,9   |
| AfD             | 6      | 44,6   | 1      | 18,1   | –      | –      |
| Grüne           | –      | 3,4    | 1      | 8,8    | –      | –      |
| FuH             | –      | –      | –      | –      | 5      | 28,2   |
| AOP             | –      | –      | –      | –      | 3      | 21,9   |
| FWBF            | –      | –      | –      | –      | 2      | 15,0   |
| Wahlbeteiligung | 74,2 % | 74,2 % | 71,6 % | 71,6 % | 61,6 % | 61,6 % |

### Bürgermeister

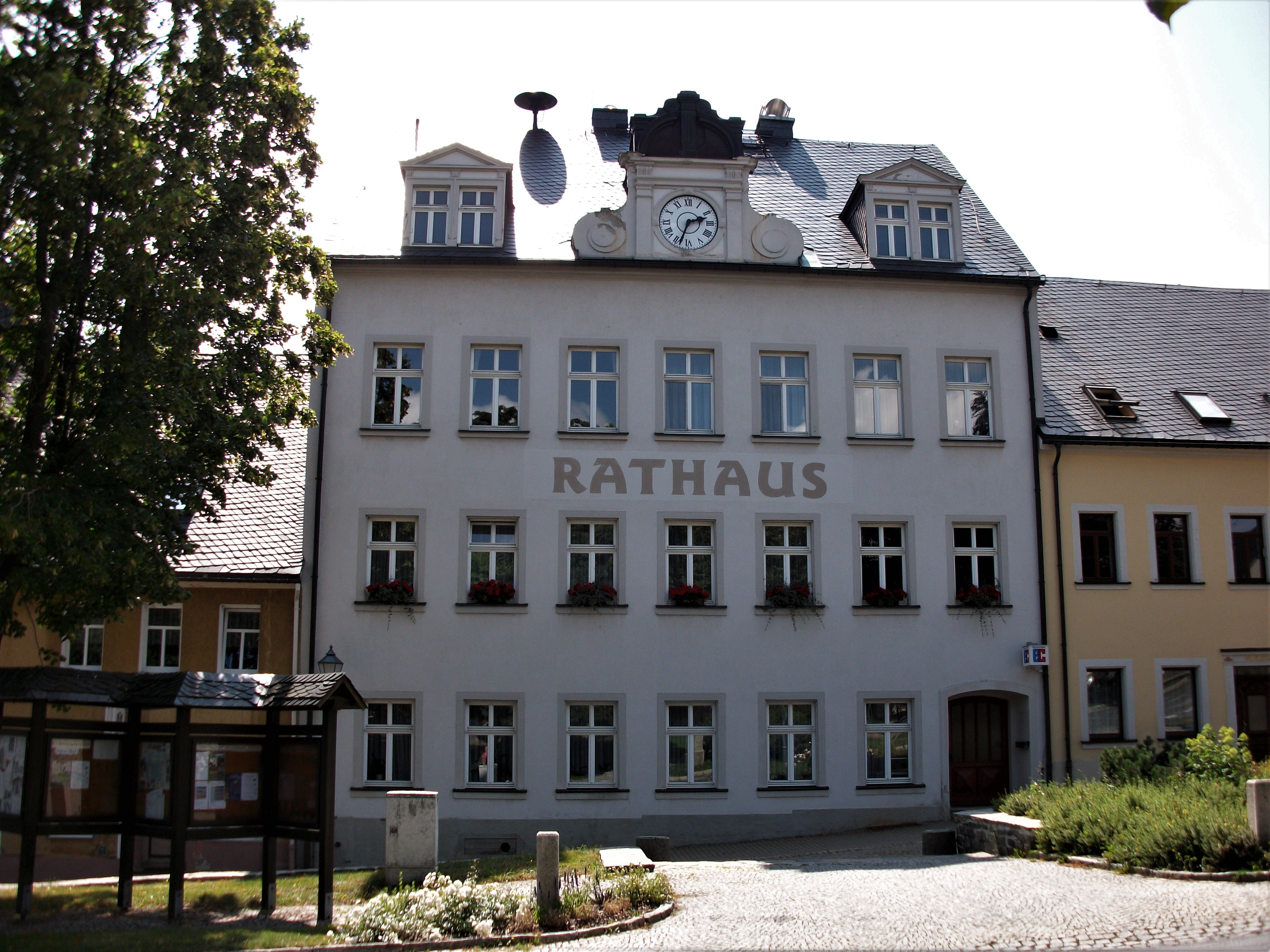
Rathaus Jöhstadt

Im September 2020 wurde André Zinn mit einem Stimmenanteil von 60,26 % zum Bürgermeister gewählt. Sein Vorgänger Olaf Oettel war seit Juni 2013 im Amt und ein 2017 durchgeführter Bürgerentscheid „Abwahl des Bürgermeisters Olaf Oettel“ verfehlte die einfache Mehrheit der Wahlberechtigten um 3 Stimmen.
| Wahl  | Bürgermeister    | Vorschlag | Wahlergebnis (in %) |
| ----- | ---------------- | --------- | ------------------- |
| 2020  | Frank André Zinn | CDU       | 60,3                |
| 2013  | Olaf Oettel      | Oettel    | 48,8                |
| 2006  | Holger Hanzlik   | BF        | 98,3                |
| [...] |                  |           |                     |
| 1994  | Günter Baumann   | CDU       | 67,7                |

### Wappen
Im ältesten bekannten Ortssiegel von 1553 sind eine Tanne und Köhlergerätschaften (Schürhaken, Harke) abgebildet. Die Zahl 1655 kennzeichnet das Jahr der Verleihung des Stadtrechtes. Das Wappen weist auf Silberfunde in dieser Gegend, die Tanne mit den Geräten auf rege Kohlenbrennerei hin.
Blasonierung: In Gold ein blaugegürteter kniender Engel in silbernem Gewand und silbernen Flügeln hält die beiden blauen Wappenschilde. Diese zeigen vorn gekreuzt ein goldenes Schlägel und Eisen, hinten eine grüne bewurzelte Tanne, schräggekreuzt gelegte Schürhaken und goldene Köhlerharke. Im Schildfuß die Jahreszahl 1655.

### Städtepartnerschaften
- Velden (Pegnitz), Bayern
- Olsberg, Nordrhein-Westfalen
- Gutach im Breisgau, Baden-Württemberg

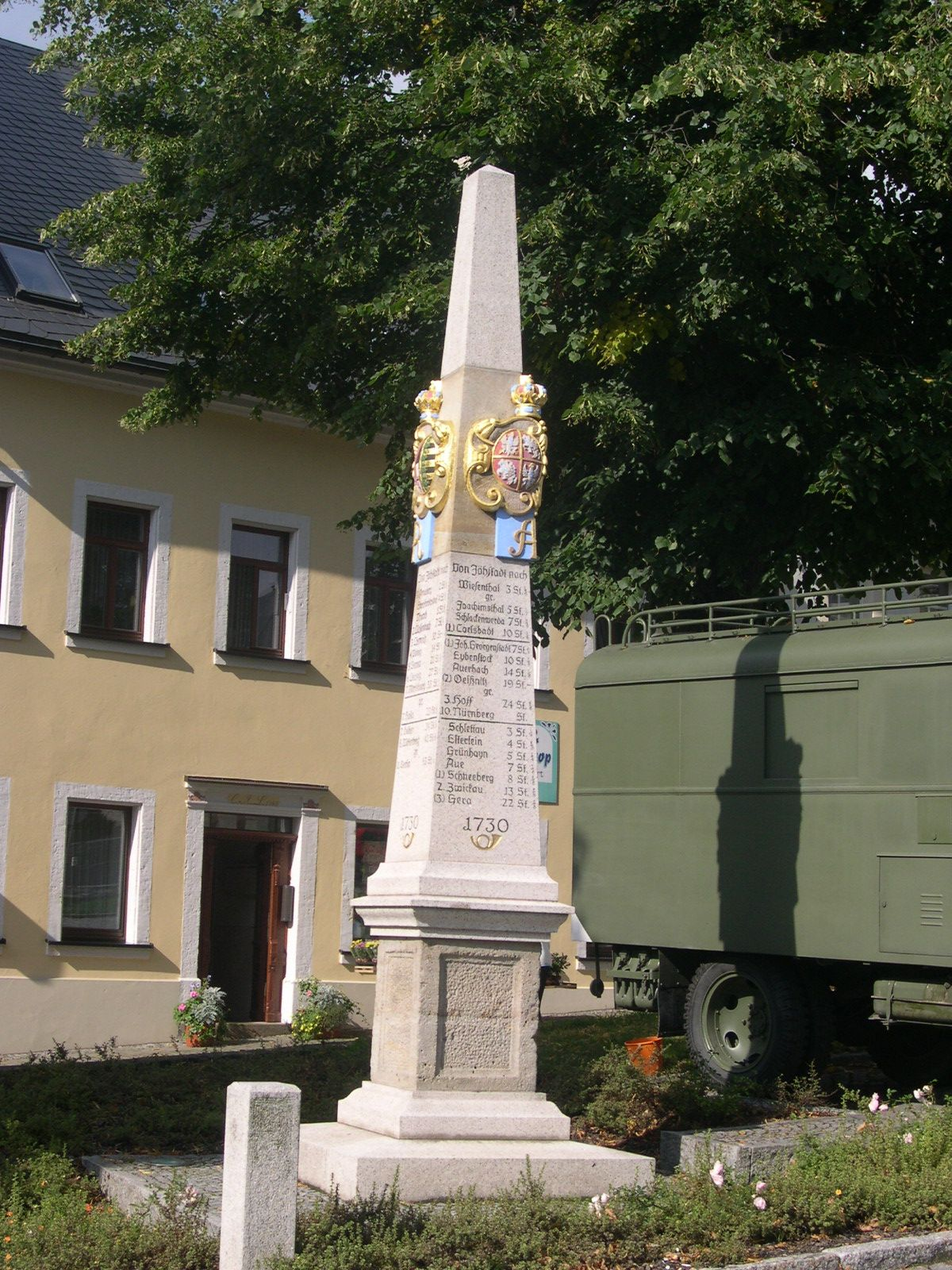
Postmeilensäule am Markt

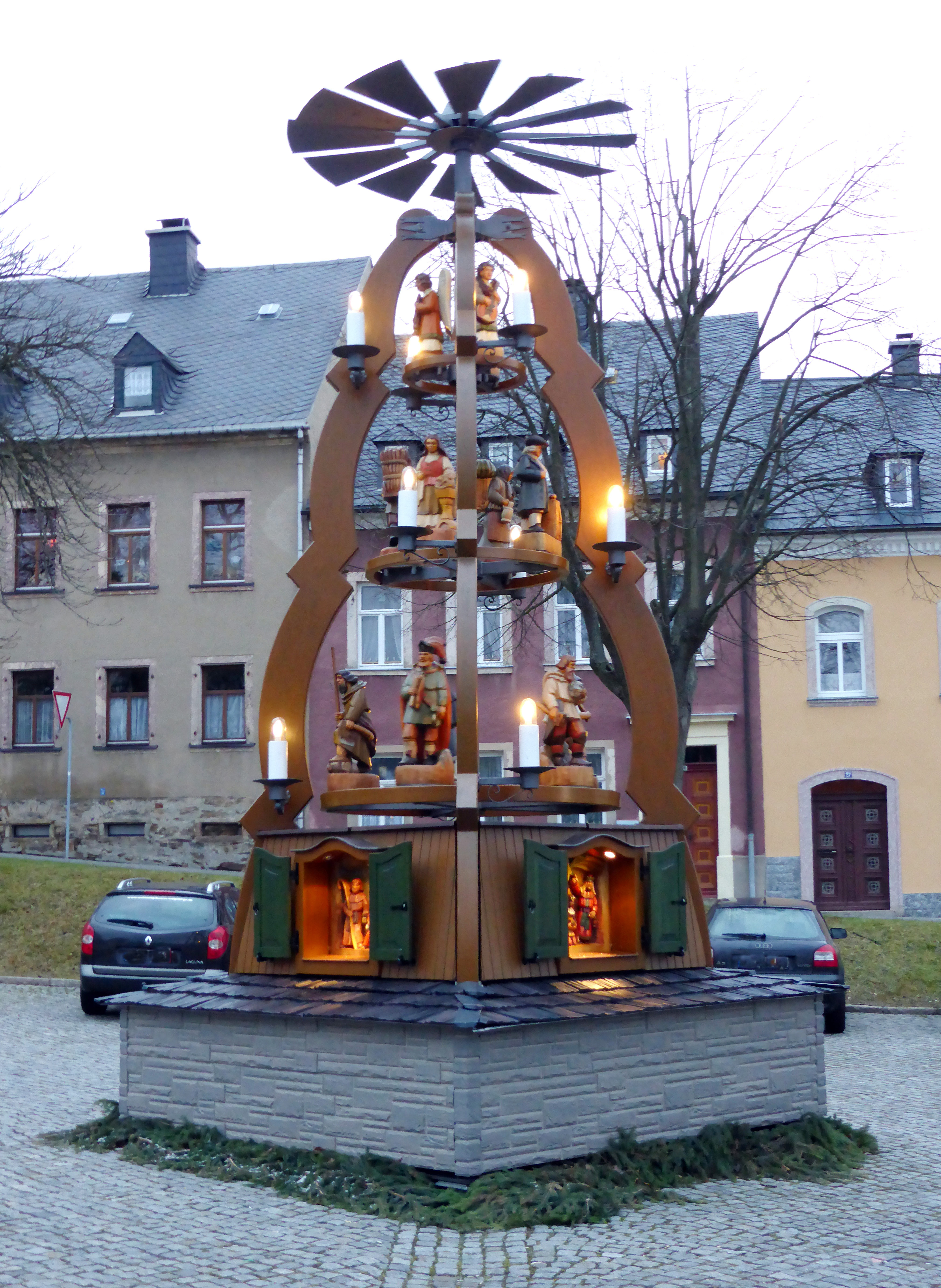
Ortspyramide Jöhstadt

- Ebelsbach, Bayern

## Kultur und Sehenswürdigkeiten
- siehe auch: Liste der Kulturdenkmale in Jöhstadt

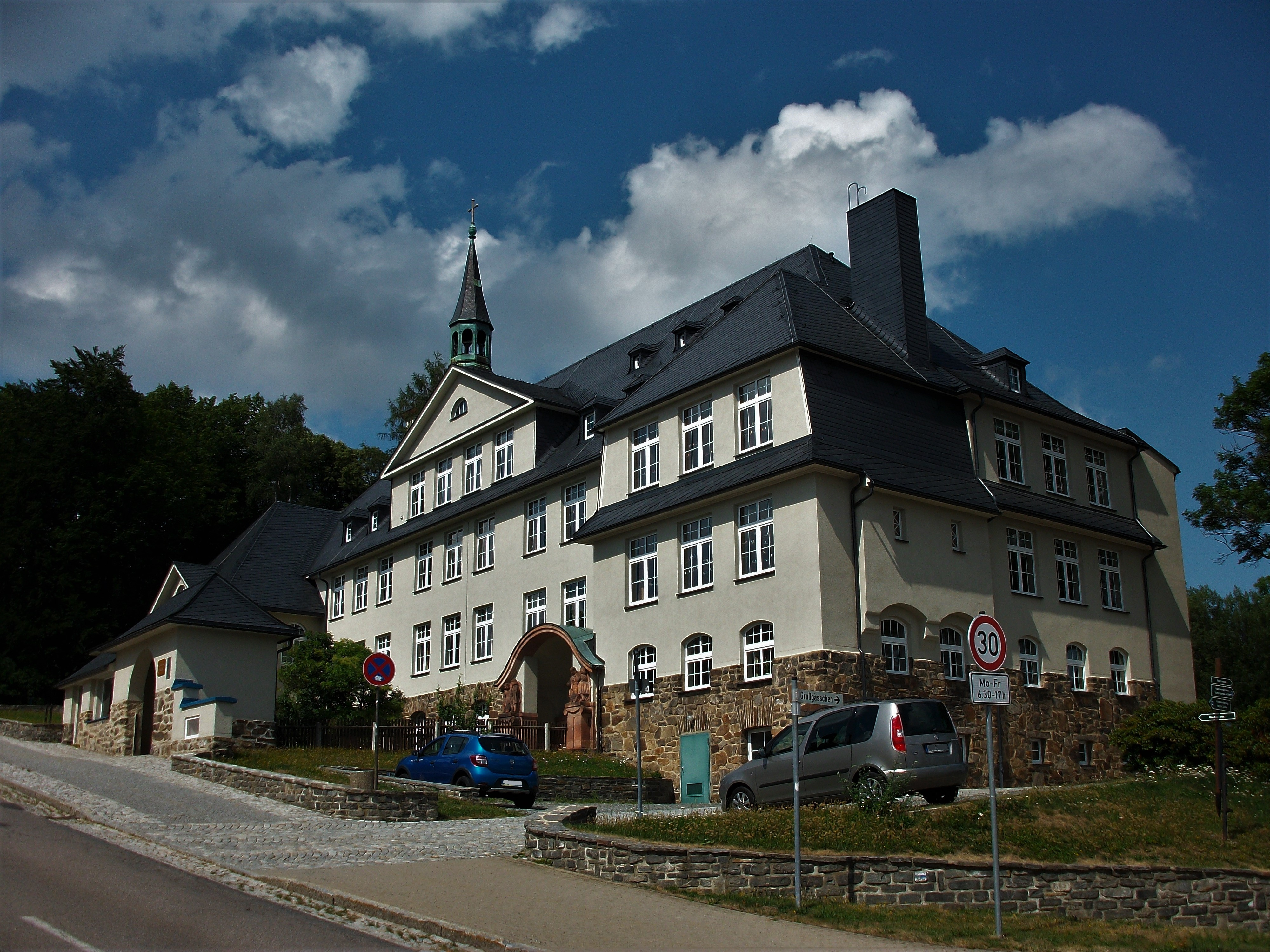
Oberschule Jöhstadt

### Museen
Auf der acht Kilometer langen Strecke von Jöhstadt nach Steinbach verkehrt auf einem Teilstück der ehemaligen Schmalspurbahn zwischen Wolkenstein und Jöhstadt seit 1993 eine Museumsbahn, die Preßnitztalbahn.
In Schlössel befindet sich die Ausstellungs- und Fahrzeughalle der Preßnitztalbahn. In dieser Multifunktionshalle werden zwischen Mai und Oktober regelmäßig Ausstellungen gezeigt. Eine Dauerausstellung ist der Preßnitztalbahn gewidmet. Es finden weitere thematische Veranstaltungen (auch ohne Bezug zur Museumsbahn) statt.

### Bauwerke
- St.-Salvator-Kirche in Jöhstadt mit außergewöhnlichem Altar und historischer Orgel
- Alter Schmelzofen im Ortsteil Schmalzgrube: Zeugnis des Eisenbergbaus
- Kursächsische Postmeilensäule und königlich-sächsischer Stationsstein am Markt vor dem Rathaus

### Besucherbergwerk
Zwischen den Ortsteilen Steinbach und Schmalzgrube befindet sich am westlichen Hang des Preßnitztales das Besucherbergwerk „Andreas-Gegentrum-Stolln“, dessen Name sich von seiner Lage gegenüber (gegen trum) dem „Andreas-Stolln“ ableitet. Am Besucherbergwerk befindet sich ein Haltepunkt für die Schmalspurbahn Wolkenstein–Jöhstadt.
Die Eisenhütte Schmalzgrube ist eine Stätte des UNESCO-Welterbes Montanregion Erzgebirge.

### Wander- und Radwege
- Die Etappe 7 des Kammwegs Erzgebirge–Vogtland von Satzung nach Bärenstein verläuft durch Schmalzgrube nach Schlössel. Anschließend umgeht der Kammweg das Ortszentrum von Jöhstadt nach Süden. In Dürrenberg verläuft er direkt an der Grenze zur Tschechischen Republik.
- Der Annaberger Landring (Südring) verläuft durch Jöhstadt und anschließend durch das Tal des Jöhstädter Schwarzwassers und der Preßnitz durch Schlössel, Schmalzgrube, Steinbach und Oberschmiedeberg.[21]

## Wirtschaft und Infrastruktur

### Gewerbe
In Jöhstadt befindet sich einer der größten Windenergieparks in Sachsen. Haupterwerbszweige sind die klein- und mittelständische Industrie (Holzverarbeitung, Gerätebau) und der Tourismus. Die Gemeindeteile Jöhstadt (Hauptort), Schmalzgrube, Steinbach und Oberschmiedeberg waren bis 2018 staatlich anerkannte Erholungsorte.
Auf dem ehemaligen Gelände der Fabrik von E.C. Flader Feuerlöschgerätefabrik werden heute durch die Firma PF Pumpen- und Feuerlöschtechnik GmbH noch immer Feuerlöschpumpen hergestellt.

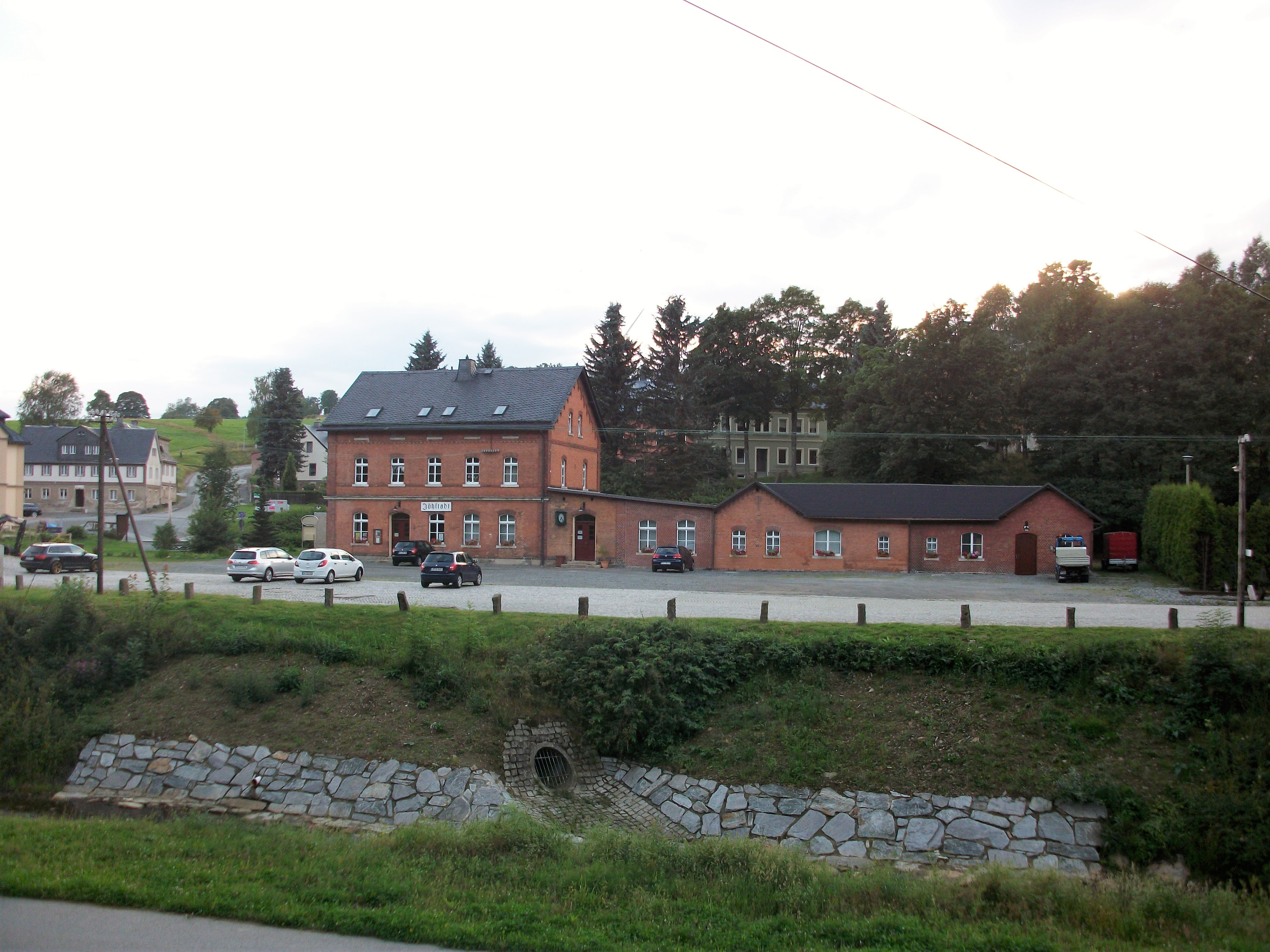
Bahnhof Jöhstadt, Frontansicht Empfangsgebäude (2016)

### Verkehr
Die Stadt liegt an der Landesstraße 265. Im Jahre 1892 erhielt das bis dahin abgelegene Jöhstadt mit der Schmalspurbahn Wolkenstein–Jöhstadt einen Eisenbahnanschluss. Nach der Einstellung des Verkehrs auf dem letzten Teilstück bis Jöhstadt 1984 wurde die Strecke zunächst abgebaut. Ab 1992 wurde ein Teil der Strecke bis Steinbach durch Enthusiasten wiederaufgebaut. Der 2000 begonnene Museumseisenbahnbetrieb der Preßnitztalbahn durch Schmalzgrube nach Steinbach, an Wochenenden mit Dampflokomotiven, trägt seitdem maßgeblich zur touristischen Bedeutung der Region bei. Die Stadt Jöhstadt ist dabei seit 1994 das konzessionierte Eisenbahninfrastrukturunternehmen für die Schmalspurbahn.
Die Anbindung an Annaberg-Buchholz und weitere Nachbarorte wird heute täglich mit den Linienbussen der Regionalverkehr Erzgebirge sichergestellt.
In die tschechischen Nachbarorte Černý Potok (Pleil-Sorgenthal) und Kryštofovy Hamry (Christophhammer) bestehen Wander-Grenzübergänge von Jöhstadt bzw. Schmalzgrube aus.

## Persönlichkeiten

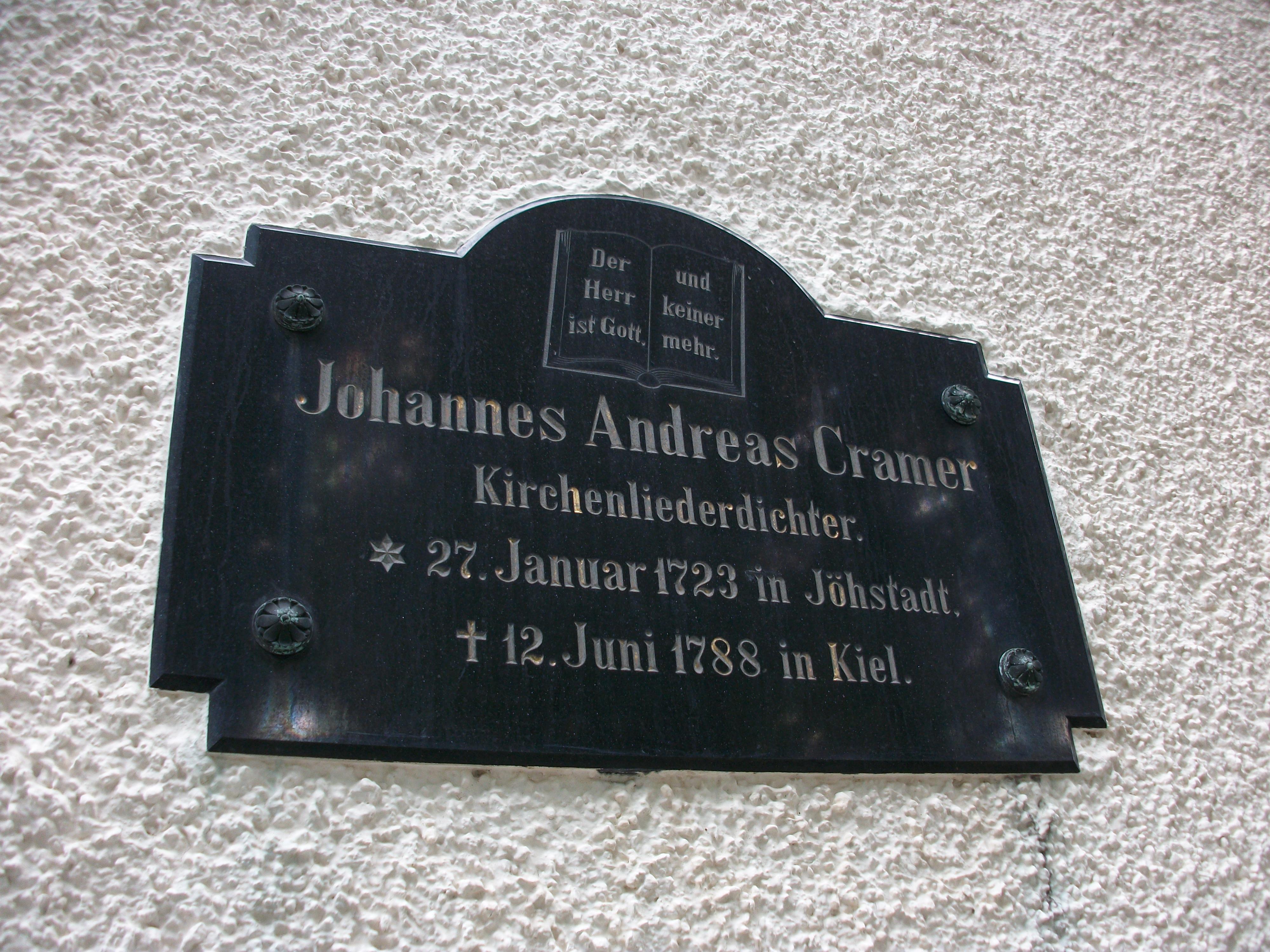
St.-Salvator-Kirche (Jöhstadt), Gedenktafel Johann Andreas Cramer

- Johann Andreas Cramer (1723–1788), Schriftsteller und Theologe
- Friedrich Lindemann (1792–1854), Pädagoge und Philologe
- Franz Alexander Maschke (1844–1923), konservativer Politiker, MdL (Königreich Sachsen)
- Paul Alfred Biefeld (1867–1943), Astronom und Physiker
- Rolf Wohlgemuth (1925–1998), Schriftsteller und Hörspielautor
- Christine Meyer (* 1948), Politikerin (CDU)